# هانس کیپنبرگر
هانس کیپنبرگر (به آلمانی: Hans Kippenberger؛ ۱۵ ژانویه ۱۸۹۸ – ۳ اکتبر ۱۹۳۷) یک سیاستمدار آلمانی (حزب کمونیست آلمان) بود. بین ۱۹۲۸ و ۱۹۳۳ او به عنوان عضو پارلمان ملی (رایشستاگ) نشست. مانند بسیاری از اعضای حزب کمونیست در آن زمان، او نیز تحت «نام‌های حزب» فعالیت می‌کرد، که ممکن است در منابع او را شناسایی کنند. اینها عبارتند از «انوبرگ»، «لئو ولف» و «ارنست ولف».

## اوایل زندگی
هانس کیپنبرگر در لایپزیگ دیده به جهان گشود. پدرش یک واعظ سکولار بود. او تا سطح متوسط به مدرسه رفت و سپس در یک کارخانه ماشین‌های چاپ، که هنوز در لایپزیگ بود، کارآموز شد، بعد از مدت کوتاهی برای کار بانکی کارآموزی کرد.
در سال ۱۹۱۵، کیپنبرگر برای خدمت سربازی داوطلب شد و بقیه جنگ جهانی اول را در ارتش امپراتوری آلمان گذراند. او در جبهه غرب خدمت کرد، چندین بار مجروح شد و نشان درجه یک صلیب آهنین دریافت کرد. هنگامی که کیپنبرگر در ژانویه ۱۹۱۹ مرخص شد، به درجه ستوان رسیده بود.
در اوایل سال ۱۹۱۹ او یک دوره کارآموزی تجاری را آغاز کرد که منجر به شغل دفتری در لایپزیگ شد. از ژوئن ۱۹۲۱ او در هامبورگ مستقر شد و به عنوان خبرنگار زبان‌های خارجی برای شرکت‌های مختلف استخدام شد و با زبان‌های انگلیسی، فرانسوی، ایتالیایی و اسپانیایی کار می‌کرد.

## رادیکال شدن
کیپنبرگر قبلاً در لایپزیگ به حزب سوسیال دموکرات مستقل پیوسته بود، و هنگامی که این حزب از هم پاشید، او بخشی از جناح طرفدار شوروی بود که به حزب کمونیست تازه تأسیس پیوست. در سال ۱۹۲۲ او به‌طور تمام وقت توسط حزب استخدام شد و بخشی از آنچه یک منبع آن را «دستگاه مخفی» حزب معرفی می‌کند.
در همین حال، او در دانشگاه هامبورگ در سخنرانی‌های مربوط به اقتصاد اجتماعی شرکت کرد، اگرچه مشخص نیست که او به‌طور رسمی به عنوان دانشجو در این دانشگاه ثبت نام کرده باشد.
او یکی از رهبران گروه دانشجویی حزب کمونیست شد و در قیام هامبورگ که در اکتبر ۱۹۲۳ شروع شد، نقش رهبری را ایفا کرد. کیپنبرگر در محلهٔ چپ‌گرای سیاسی شهر بارمبک، گروهی از کارگران را رهبری می‌کرد که توانستند خال‌های کمونیست را در پلیس هامبورگ و واحدهای رایش‌ور بکارند.
او توانست با آموزش‌های نظامی خوبی که می‌داد و نظارت‌های پس از آن، گروه‌های مبارز کمونیست را به عقب براند. با وجود انتخاب شدن به پارلمان منطقه ای هامبورگ در سال ۱۹۲۴، پس از قیام هامبورگ، دادستان عمومی هامبورگ حکم بازداشت کیپنبرگر را صادر کرد. او که به شدت مجروح شد، برای چندین ماه به‌طور غیرقانونی (ثبت نام نشده در شهرداری محلی) در لایپزیک زندگی کرد تا مارس ۱۹۲۴ زمانی که کیپنبرگر به اتحاد جماهیر شوروی گریخت.
زمانی که کیپنبرگر در مسکو زندگی می‌کرد، شخصاً توسط ژنرال یان کارلوویچ برزین در سرویس اطلاعات نظامی شوروی استخدام شد. پس از آن که جمهوری وایمار کسانی را که در قیام هامبورگ شرکت کرده بودند عفو کرد، کیپنبرگر به آلمان بازگشت و به گفته جان کوهلر، "مهمترین رابط بین سرویس مخفی اتحاد جماهیر شوروی و حزب کمونیست آلمان بود که در دوره‌های مختلف تحت حکومت آلمان فعالیت می‌کرد." اسم رمز الکس، آدام و ولف."
منابع در مورد اینکه آیا او در پایان سال ۱۹۲۴ از اتحاد جماهیر شوروی بازگشت و سپس به‌طور غیرقانونی (ثبت نام نشده) در آلمان زندگی یا تا سال ۱۹۲۶ (یا پس از آن) در اتحاد جماهیر شوروی ماند، متفاوت است. همچنین پیشنهاد می‌شود که او در مسکو و همچنین با حضور در آکادمی نظامی، در «دانشگاه کمونیستی اقلیت‌های ملی در غرب» تحصیل کرد. در طول ۱۹۲۴/۱۹۲۵ او هنوز - ظاهراً بدون موفقیت - توسط پلیس هامبورگ در ارتباط با نقشی که در قیام هامبورگ ایفا کرده بود، جستجو می‌شد.

## طوفان‌بازان قرمز
در اواخر دهه ۱۹۲۰، کمینترن به کیپنبرگر دستور داد تا یک شاخه شبه نظامی مخفی برای حزب ایجاد کند. در پاسخ، کیپنبرگر یا «واحد دفاع شخصی حزب» را ایجاد کرد.
به گفته جان کوهلر، "کهنه سربازان جنگ جهانی اول به تازه کارها نحوه‌کار با تپانچه، تفنگ، مسلسل و نارنجک دستی را آموزش دادند. این آموزش مخفیانه در حومه کم جمعیت و چوپانی اطراف برلین انجام شد.»
به گفته جان کوهلر، اعضای دفاع از خود حزب (به انگلیسی: Parteiselbstschutz) در جلسات حزب به عنوان جسارت‌کننده خدمت می‌کردند و در نبردهای خیابانی با دشمنان سیاسی در شکستن سرها تخصص داشتند." علاوه بر حزب سوسیال دموکرات آلمان حاکم و واحدهای شبه‌نظامی رایش‌بانر، دشمنان سرسخت دفاع شخصی حزبی، کلاه ایمنی بودند که شاخه مسلح حزب ملی خلق آلمان، تروتسکیست‌ها و «احزاب رادیکال ملی‌گرا» بودند.
به گفته کوهلر، مردان سلبستشوتز کی.پی. دی «همیشه یک میله فولادی، دو فنر فولادی را حمل می‌کردند که با تلسکوپ به لوله‌ای به طول هفت اینچ می‌رفتند، که وقتی گسترش می‌داد به یک سلاح مرگبار چهارده اینچی تبدیل می‌شد. این مبارزان خیابانی اغلب به تپانچه نیز مسلح بودند.

## نماینده
در ماه مه ۱۹۲۸ او برای عضویت در رایشتاگ در انتخابات عمومی شرکت کرد. او با وجود دستگیری در جریان مبارزات انتخاباتی موفق بود. او به عنوان یک عضو منتخب رایشتاگ از مصونیت‌های خاصی برخوردار بود و پس از مشخص شدن نتیجه انتخابات، باید آزاد می‌شد. او به عنوان یکی از اعضای حزب کمونیست در حوزه انتخاباتی ۲۹ (لایپزیگ) حضور داشت.
در دوازدهمین کنفرانس حزب، که در سال ۱۹۲۹ در منطقه عروسی مرکزی برلین برگزار شد، کیپنبرگ به عنوان نامزد عضویت در کمیته مرکزی حزب پذیرفته شد. در رایشتاگ تمرکز او بر مسائل دفاعی بود: او عضو کمیسیون نظامی پارلمان بود. او تا سال ۱۹۳۳ به نشستن در رایشتاگ ادامه داد. در خارج از اتاق، او به اصطلاح «گزارش عملیاتی» را ساخت، که در سال ۱۹۲۷ در داخل دستگاه نظامی غیرقانونی حزب ایجاد شد، اما از ۱۹۳۲ آگاهانه از آن جدا شد. این یک ارگان شبه نظامی متشکل از تقریباً ۳۰۰عضو بود که از طرف اتحاد جماهیر شوروی وظایف اقتصادی-جاسوسی را بر عهده می‌گرفتند و همچنین در مورد تحولات اجتماعی، سیاسی و اقتصادی به‌طور کلی در دوره‌ای که تنش فزاینده در آلمان بود گزارش می‌داد. از دیدگاه حزب نازی، «بی بی-رزورت» «خطرناک‌ترین ساختار حزب کمونیست آلمان» بود.

## قتل‌های بالوپلاتز

### برنامه‌ریزی

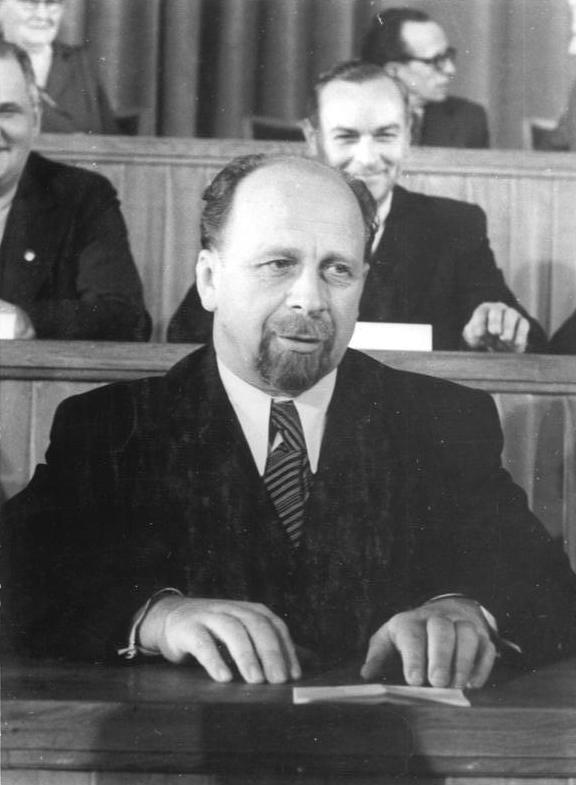
والتر اولبریخت، مغز متفکر قتل‌های آنلاف-لنک، دبیرکل اس.ای. دی آلمان شرقی (۱۹۴۹–۱۹۷۱).

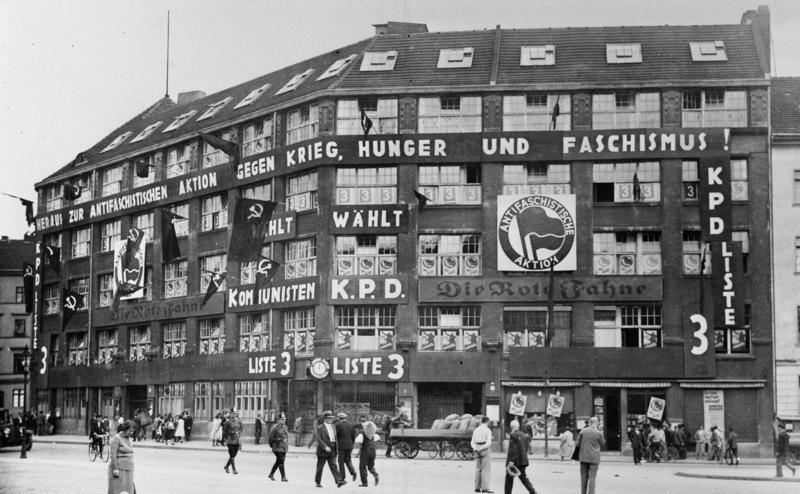
خانه کارل لیبکنشت، بالوپلاتز مقر کی.پی. دی از ۱۹۲۶ تا ۱۹۳۳. امروز مقر حزب چپ برلین است.

در روزهای پایانی جمهوری وایمار، حزب کی.پی. دی سیاست ترور دو افسر پلیس برلین را در انتقام از هر عضو کی.پی. دی کشته شده توسط پلیس داشت.
در ۲ اوت ۱۹۳۱، اعضای کی.پی. دی از رایشتاگ کیپنبرگر و هاینز نویمان از والتر اولبریخت، رهبر حزب در منطقه برلین-براندنبورگ، لباسی دریافت کردند. اولبریخت که از مداخله پلیس و شکست نیومن و کیپنبرگر در پیروی از این سیاست خشمگین شده‌بود، زمزمه کرد: "در خانه در زاکسن، ما مدت‌ها پیش کاری در مورد پلیس انجام می‌دادیم. اینجا در برلین، ما خیلی بیشتر گول نخواهیم زد. به زودی سر پلیس را خواهیم زد.»
کیپنبرگر و نویمان که از سخنان اولبریخت خشمگین شده‌بودند، تصمیم گرفتند پل آنلاف، کاپیتان چهل و دو ساله حوزه هفتم پلیس برلین را ترور کنند. کاپیتان آنلاف، یک بیوه با سه دختر، توسط کی.پی. دی به گونه خوک یا «صورت خوک» ملقب شده‌بود.
به گفته جان کوهلر، «از بین تمام پلیس‌های برلین، قرمزها از آنلاف بیشتر متنفر بودند. حوزه او شامل منطقه اطراف مقر کی.پی. دی بود که آن را به خطرناک‌ترین منطقه در شهر تبدیل کرد. کاپیتان تقریباً همیشه جوخه‌های شورش را رهبری می‌کرد که تجمعات غیرقانونی حزب کمونیست را در هم شکستند.»
در صبح روز یکشنبه ۹ اوت ۱۹۳۱، کیپنبرگر و نویمان آخرین جلسه توجیهی خود را در اتاقی در سالن آبجوی حوصله سر بر به تیم ضربه زدند. اعضای دفاع از خود حزب اریش میلکه و اریش زیمر به عنوان تیراندازان انتخاب شدند. در طول جلسه، مکس ماترن یک تپانچه لوگر را به همکار مکس تونرت داد و گفت: «الان داریم جدی می‌شویم. . . ما می‌خواهیم چیزی به شواینبک بدهیم تا ما را به خاطر بسپارد."
سپس کیپنبرگر از میلکه و زیمر پرسید: "آیا مطمئن هستید که آماده تیراندازی به شواینبکه هستید؟" میلکه پاسخ داد که او بارها کاپیتان آنلاوف را در جریان بازرسی پلیس از مقر حزب دیده‌است. سپس کیپنبرگر به آن‌ها دستور داد تا در یک سالن آبجوی مجاور منتظر بمانند که به آنها اجازه می‌دهد تا بر کل بالوپلاتز مشرف شوند. او همچنین به آنها یادآوری کرد که کاپیتان آنلاف در همه جا توسط گروهبان ارشد ماکس ویلیگ، که کی.پی. دی به او لقب "حصار" داده بود، همراهی می‌کرد. کیپنبرگر نتیجه گرفت: "وقتی شواین بک و هوسر را می‌بینید، از آنها مراقبت می‌کنید."
به میلکه و زیمر اطلاع داده شد که پس از تکمیل ترورها، یک انحراف به فرار آنها کمک خواهدکرد. سپس آنها باید به خانه‌های خود بازمی‌گشتند و منتظر دستورها بیشتر می‌شدند. در آن شب، کاپیتان آنلاف با تظاهرات خشونت‌آمیزی که خواستار انحلال پارلمان پروس بود به بولو-پلاتز فریب خورد. به گفته جان کوهلر، «همان‌طور که اغلب در مورد مبارزه با اس.پی. دی غالب اتفاق می‌افتاد، کی.پی. دی و نازی‌ها در طول مبارزات انتخاباتی پیش از همه‌پرسی، نیروهای خود را با هم ترکیب کرده‌بودند. در مقطعی از این کمپین خاص، جوزف گوبلز، رئیس تبلیغات نازی‌ها، حتی یک سکوی سخنران را با والتر اولبریخت، آژیتاتور کی.پی. دی به اشتراک گذاشت. هر دو حزب خواهان انحلال پارلمان بودند زیرا امیدوار بودند که انتخابات جدید اس.پی. دی، دشمن قسم خورده همه رادیکال‌ها را از قدرت کنار بزند. این واقعیت توضیح داد که چرا جو به ویژه در این یکشنبه بی‌ثبات بود.»

### قتل در سینما بابل

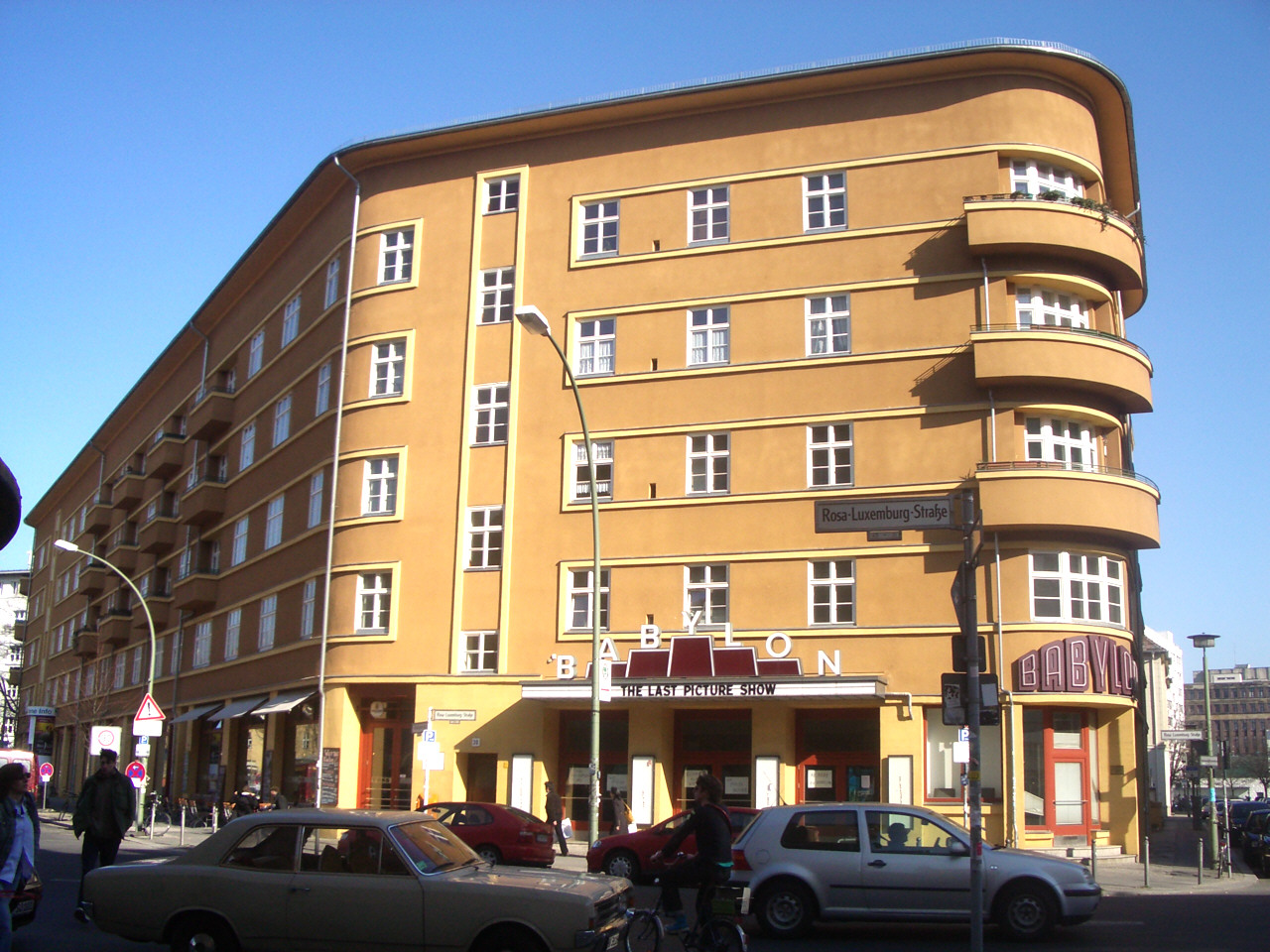
«سینما بابل»، محل ترور ناخدایان آنلاف و لنک، همان‌طور که امروز به نظر می‌رسد.

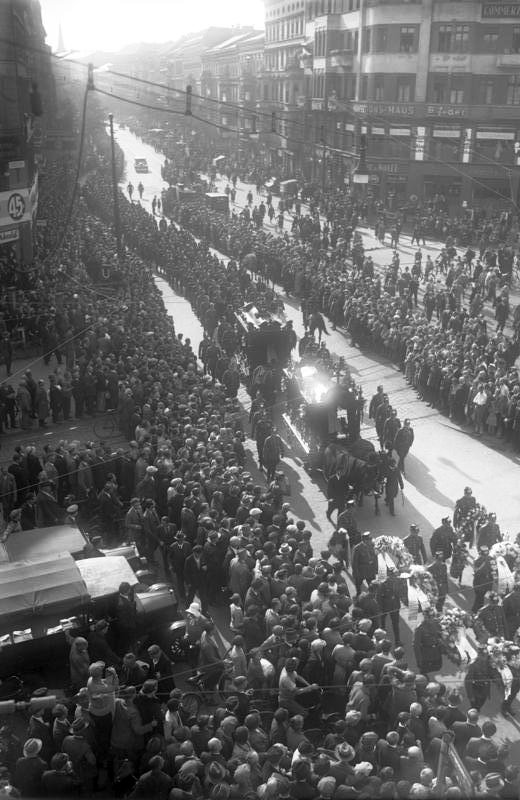
مراسم تشییع جنازه کاپیتان آنلاف و لنک با حضور هزاران برلینی برگزار شد.

در ساعت هشت آن شب، میلکه و زیمر در حالی که کاپیتان آنلاف، گروهبان ویلیگ و سروان فرانتس لنک به سمت سینمای بابیلون که در گوشه میدان بلوو پلاتز و خیابان قیصر-ویلهلم-استراسه قرار داشت، در آستانه در منتظر ماندند. وقتی به در خانه سینما رسیدند، پلیس‌ها صدای فریاد یک نفر را شنیدند:" شواین بک!"
همان‌طور که کاپیتان آنلاف به سمت صدا چرخید، میلکه و زیمر در محدوده نقطه خالی تیراندازی کردند. گروهبان ویلیگ از ناحیه دست چپ و شکم زخمی شد. با این حال، او موفق شد تپانچه لوگر خود را بکشد و یک مجله کامل به سمت مهاجمان شلیک کرد. کاپیتان فرانتس لنک از ناحیه قفسه سینه مورد اصابت گلوله قرار گرفت و در مقابل در ورودی کشته شد. ویلیگ خزید و سر کاپیتان آنلاف را که دو گلوله در گردن گرفته بود، گرفت. وقتی زندگی اش رو به پایان بود، کاپیتان نفس نفس زد: «ویدرسهن... گروس..."(خیلی طولانی… خداحافظ…).
در همین حال، میلکه و زیمر با دویدن به سالن تئاتر و خروج اضطراری فرار کردند. آنها تپانچه‌های خود را روی یک حصار پرتاب کردند، جایی که بعداً توسط کارآگاهان قتل از جوخه قتل پیدا شدند. میلکه و زیمر سپس به خانه‌های خود بازگشتند.
به گفته کوهلر، «بازگشت در بالوپلاتز، قتل‌ها باعث یک اقدام پلیسی بزرگ شده‌بود. حداقل هزار افسر به میدان ریختند و نبرد خونین خیابانی درگرفت. سنگ و آجر از پشت بام‌ها پرتاب شد. افراد مسلح کمونیست از پشت بام خانه‌های آپارتمانی اطراف تیراندازی کردند. با تاریک شدن هوا، نورافکن‌های پلیس ساختمان‌ها را روشن کردند. افسران با استفاده از میکروفون فریاد زدند: خیابان‌ها را پاک کنید! از پنجره‌ها دور شوید! ما در حال پاسخ دادن به آتش هستیم! در حال حاضر توده‌های مردمی از میدان فرار کرده‌بودند، اما تیراندازی در حالی ادامه داشت که جوخه‌های شورش خانه‌ها را شانه می‌زدند و صدها نفر از ساکنان مظنون به شلیک سلاح را دستگیر می‌کردند. جنگ تا ساعت یک بامداد روز بعد ادامه داشت. علاوه بر دو افسر پلیس، تلفات شامل یک کمونیست بود که بر اثر شلیک گلوله جان باخت و هفده نفر دیگر به شدت مجروح شدند.»
همسر کاپیتان آنلاف سه هفته پیش از آن بر اثر نارسایی کلیه درگذشت. بنابراین، قتل کاپیتان آنلاوف توسط کی.پی. دی، سه دختر آنها را یتیم کرد. دختر بزرگ کاپیتان مجبور شد به شدت در مراسم عروسی برنامه‌ریزی شده خود عجله کند تا خواهرانش را در یتیم خانه نگه‌دارد. کاپیتان فرانتس لنک توسط همسرش به یادگار ماند. گروهبان ارشد ماکس ویلیگ به مدت چهارده هفته در بیمارستان بستری بود، اما بهبودی کامل پیدا کرد و به وظیفه فعال بازگشت. برای قدردانی از شجاعت ویلیگ، پلیس برلین او را به درجه ستوان ارتقا داد.
پس از قتل، این عمل در لیختنبرگر هوف جشن گرفته شد، سالن آبجو مورد علاقه اتحادیه مبارزان جبهه سرخ، جایی که میلکه به خود می‌بالید: "امروز ما شغلی را جشن می‌گیریم که من آن را کشیدم!"

### عواقب
به گفته جان کوهلر، «کیپنبرگر وقتی به او خبر رسید که گروهبان ویلیگ از تیراندازی جان سالم به در برده‌است، نگران شد. کیپنبرگر نمی‌دانست که آیا گروهبان می‌تواند صحبت کند و مهاجمان را شناسایی کند یا خیر. او به یک دونده دستور داد تا میلکه و زیمر را به آپارتمانش در خیابان بلرمن ۷۴ که تنها چند دقیقه پیاده از محل زندگی آن دو فاصله داشت، احضار کند. وقتی قاتلان رسیدند، کیپنبرگر این خبر را به آنها گفت و دستور داد فوراً برلین را ترک کنند. همسر این نماینده مجلس، تئا، یک معلم مدرسه بیکار و به اندازه شوهرش از اعضای حزب کمونیست بود، قاتلان جوان را تا مرز بلژیک همراهی کرد. مأموران انترناسیونال کمونیست (کمینترن) در شهر بندری آنتورپ به آنها پول می‌دادند و گذرنامه‌های جعلی می‌دادند. آنها سوار بر یک کشتی تجاری به سمت لنینگراد حرکت کردند. وقتی کشتی آنها پهلو گرفت، نماینده دیگری از کمینترن با آنها روبرو شد و آنها را تا مسکو اسکورت کرد.»

## آلمان نازی
پس‌زمینه سیاسی با تصرف قدرت نازی‌ها در ژانویه ۱۹۳۳ تغییر کرد. دولت جدید زمان کمی را برای تبدیل آلمان به دیکتاتوری تک حزبی از دست داد. هانس کیپنبرگر یکی از کسانی بود که در جلسه (غیرقانونی) کمیته مرکزی حزب که در کافه گردن بزی در فاصله کمی خارج از برلین در ۷ فوریه ۱۹۳۳ برگزار شد، شرکت کرد. این نشست متعاقباً به عنوان اولین و آخرین جلسه کمیته مرکزی حزب کمونیست در آلمان نازی برگزار شد.
آتش‌سوزی رایشتاگ در پایان فوریه ۱۹۳۳ بلافاصله به کی.پی. دی متهم شد و قبل از پایان سال، شرکت‌کنندگان در نشست گردن بزی و بسیاری دیگر از سیاستمداران فعال حزب کمونیست یا به خارج از کشور گریختند یا دستگیر شدند. ساختار حزب کمونیست متلاشی شد. کیپنبرگر بسیاری از دستگاه‌های شبه نظامی خود را تحت شرایط محرمانه بیشتر به عهده گرفت و حفظ کرد و برخی وظایف مهم انجام شد، اما گشتاپو با این وجود موفق شد به ساختار اطلاعات و ارتباطات او نفوذ کند.
کیپنبرگر که برای اهدافی تحت نام رمز «لئو» فعالیت می‌کرد، در سال‌های ۱۹۳۳ و ۱۹۳۴ به شدت مورد جستجوی گشتاپو قرار گرفت. در همین حال، حزب کمونیست آلمان علیرغم اینکه مجبور بود به صورت زیرزمینی یا به‌طور فزاینده‌ای خارج از پاریس فعالیت کند، اشتهای خود را برای درگیری داخلی از دست نداده بود. دستگیری ارنست تالمان در ۳ مارس ۱۹۳۳ خلاء را در راس حزب ایجاد کرده‌بود. تا جایی که دستگاه شبه نظامی تحت رهبری کیپنبرگر مؤثر باقی ماند، از مخالفان والتر اولبریخت و ویلهلم پیک در مبارزه رهبری دو قطبی فزاینده‌ای که در پی‌داشت حمایت کرد.

## دادگاه بالوپلاتز

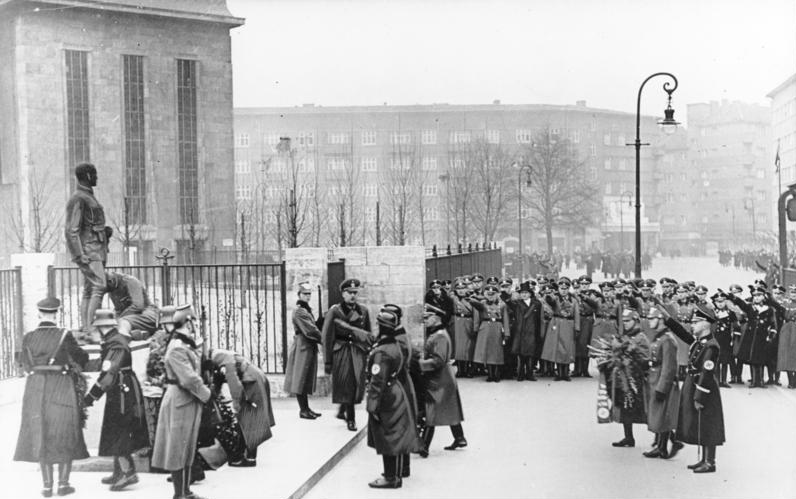
پلیس آلمان در روز پلیس آلمان، ۱۶ ژانویه ۱۹۳۷، تاج گلی را بر بنای یادبود کاپیتان آنلاف و لنک گذاشت. علیرغم این واقعیت که کاپیتان آنلاف و لنک از اعضای SPD بودند، بسیاری از حاضران سلام نازی‌ها را می‌دهند. در سال ۱۹۵۱، میلکه دستور تخریب این بنای تاریخی را داد.

در اواسط مارس ۱۹۳۳، پلیس برلین ماکس تونرت، یکی از دیده‌بانان قتل کاپیتان آنلاف و لنک را دستگیر کرد. ظرف چند روز، پانزده توطئه‌گر دیگر در بازداشت پلیس قرار گرفتند. در ۱۴ سپتامبر ۱۹۳۳، روزنامه‌های برلین گزارش دادند که هر پانزده نفر به نقش خود در قتل اعتراف کرده‌اند. حکم دستگیری ده توطئه‌گر دیگر از جمله میلکه، زیمر، اولبریخت، کیپنبرگر و نویمان صادر شد.
جان کوهلر در پاسخ به ادعاهایی مبنی بر اینکه اعترافات تحت شکنجه توسط گشتاپوی نازی به دست آمده‌است، نوشت: «با این حال، همه مظنونان در بازداشت اداره عادی تحقیقات جنایی شهر برلین بودند که بیشتر کارآگاهان آن اعضای اس.پی. دی بودند. برخی از مظنونان توسط مردان نازی دستگیر شده و احتمالاً قبل از تحویل به پلیس مورد ضرب و شتم قرار گرفته‌بودند. در محاکمه میلکه در سال ۱۹۳۳، دادگاه به دفاع از شک و تردید اعطا کرد و تعدادی از اعترافات مظنون را رد کرد.»

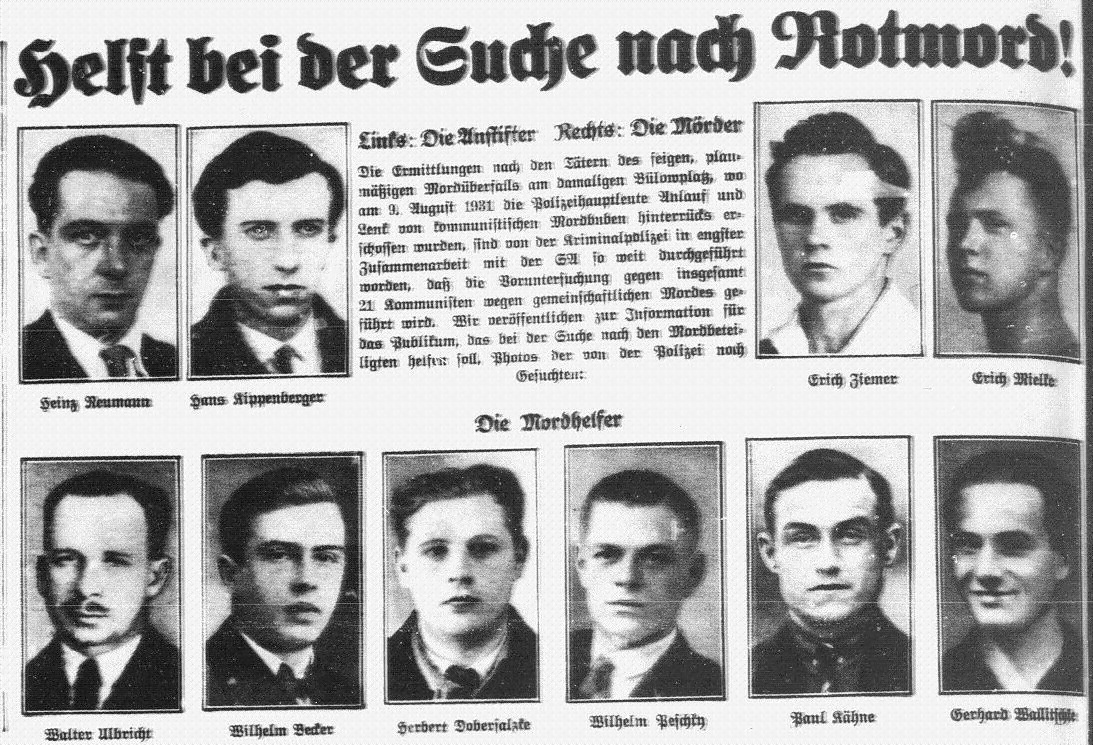
پوستر «تحت تعقیب»، سپتامبر ۱۹۳۳. «کمک به جستجوی قاتلان سرخ.» کیپنبرگر از بالا سمت چپ دوم است.

در ۱۹ ژوئن ۱۹۳۴، ۱۵ توطئه‌گر به قتل درجه یک محکوم شدند. مایکل کلاوز، ماکس ماترن و فردریش برود سه نفری که مقصرترین آنها شناخته شدند به اعدام محکوم شدند. همدستان آنها از ۹ ماه تا ۱۵ سال حبس به دلیل اعمال شاقه محکوم شدند. حکم کلاوز بر اساس همکاری وی به حبس ابد تبدیل شد. برود خود را در سلولش حلق آویز کرد. در نتیجه، تنها ماترن باقی ماند تا در ۲۲ مه ۱۹۳۵ با سر بریدن اعدام شود.

## پاکسازی بزرگ
در چارچوب حملات کوبنده فزاینده اولبریخت، پیک و حامیان آنها به او، در ۱۲ فوریه ۱۹۳۵، دفتر سیاسی حزب کمیسیون تحقیقی را در مورد هانس کیپنبرگر تشکیل داد. در اکتبر ۱۹۳۵، کنگره حزب، تحت شرایط تا حدی عجیب، در بروکسل برگزار شد: اولبریخت و متحدانش رهبری حزب را به دست گرفتند. استعفای دو تن از ستوان‌های قدیمی تالمان، هرمان شوبرت و فریتز شولت، کیپنبرگر را به‌طور واضح در سمت بازنده قرار داد. او در والتر اولبریخت دشمنی قدرتمند و سازش‌ناپذیر را در راس حزب به دست آورده‌بود. اولبریخت از حمایت مسکو برخوردار بود. کیپنبرگر موقعیت خود را در کمیته مرکزی حزب از دست داد و عملیات زیرزمینی شبه نظامی که او رهبری کرده‌بود منحل شد. به او دستور داده شد که از پاریس به مسکو نقل مکان کند و در آنجا کار کارخانه‌ای برای او فراهم شد. منابع در مورد اینکه آیا هنگام نقل مکان به مسکو، هرگز با همسر سابقش، تئا، و دو دخترشان، مارگوت و ژانت، که در ژوئیه ۱۹۳۳ به آنجا مهاجرت کرده بودند، ملاقات کرده‌است یا نه، از زمانی که تئا به عنوان معلم در مسکو کار می‌کرد، سکوت کرده‌اند.

## مرگ
در ۵ نوامبر ۱۹۳۵، با شتاب گرفتن گستره پاکسازی بزرگ جوزف استالین، هانس کیپنبرگر و دوست دخترش کریستینا کرف (متولد کریسینا لندروت) در هتل سایوزنایا مسکو (روبروی جاده هتل لوکس) دستگیر شدند. در یک محاکمه محرمانه توسط کمیساریای خلق در امور داخلی، کیپنبرگر به "جاسوسی و مشارکت در یک سازمان تروریستی ضد انقلاب " مجرم اعلام شد. هانس کیپنبرگر در ۳ اکتبر ۱۹۳۷ به پشت سر هدف گلوله قرار گرفت.

## زندگی شخصی
هانس کیپنبرگر در سال ۱۹۲۳ با تیا نیماند اهل هامبورگ ازدواج کرد. دختران آنها در سالهای ۱۹۲۴ و ۱۹۲۸ به دنیا آمدند. این ازدواج در سال ۱۹۳۰ به طلاق انجامید پس از یورش به آپارتمانشان در برلین، تئا با عجله بچه‌ها را به مکانی امن در حومه شهر برد و از آنجا از طریق چکسلواکی فرار کردند. تئا در ژوئیه ۱۹۳۳، شش ماه پس از تصرف قدرت توسط نازی‌ها در آلمان، به همراه دخترانشان به مسکو آمد. استاندارد محل اقامت آنها در مسکو، که با دوست تئا کیپنبرگر، تئا بلینگ و تعداد زیادی از مردم مشترک بود، برای بچه‌ها شوکه‌کننده بود. در فوریه ۱۹۳۸ تئا، که در این زمان به عنوان معلم کار می‌کرد، دستگیر شد. یک دادگاه ویژه کمیساریای خلق در امور داخلی او را به حبس طولانی‌مدت در گولاگ محکوم کرد. در سال ۱۹۳۹، تئا کیپنبرگر در یک اردوگاه کار اجباری در سیبری درگذشت.

## توانبخشی
دو دهه بعد، به دنبال تغییر جهت باد سیاسی، هانس و تیا کیپنبرگر پس از مرگ توسط دادگاه مسکو در ۳۰ سپتامبر ۱۹۵۷ احیا شدند. با این حال، هر دو مرگ آنها و توانبخشی‌های بعدی آنها به‌طور رسمی توسط حزب حاکم فاش نشد، چیزی که در آن زمان به جمهوری دموکراتیک آلمان (آلمان شرقی) تحت حمایت شوروی تبدیل شده بود.

## یتیمان
یک بعدازظهر در نوامبر ۱۹۳۷ دو پلیس مخفی در مدرسه خود در مسکو آمدند و مارگو و ژانت کیپنبرگر را از درس خارج کردند. در اوایل سال بعد، در سن ۱۴ سالگی، مارگوت نامه‌ای ناامیدانه به یکی از دوستان مادرش نوشت و از او پرسید که چه اتفاقی برای مادرش افتاده‌است. هیچ پاسخی وجود نداشت. ۲۲ سال دیگر می‌گذشت تا او از سرنوشت والدینش مطلع شود. کودکان را به چیستوپول در تاتارستان بردند و در یتیم خانه‌ای برای «کودکان بی‌خانمان خیابانی» که در این زمان بیشتر و بیشتر از فرزندان «دشمنان مردم» پذیرایی می‌کردند، قرار گرفتند.
دختر بزرگتر، مارگوت کیپنبرگر، به اردوگاه کار اجباری در استان ولوگدا منتقل شد و در سال ۱۹۴۲ به یک دوره مادام‌العمر کار اجباری محکوم شد. به او کار در جنگل‌داری داده‌شد و وظیفه جمع‌آوری خاک اره ناشی از قطع درختان را بر عهده گرفت. هر ماه یک روز مرخصی بود که از آن برای تفریح استفاده می‌شد. بعداً او محکوم شد و شش ماه تحت بازجویی شدید قرار گرفت. با این وجود، او زنده ماند. وضعیت او پس از پایان جنگ، به‌طور رسمی در ماه مه ۱۹۴۵، کاهش یافت و در سال ۱۹۴۸ با ایگور، شهروند شوروی ازدواج کرد.
پس از توانبخشی والدینش، مارگوت کیپنبرگر توانست با پنج فرزندش اتحاد جماهیر شوروی را ترک کند و در می ۱۹۵۸ به جمهوری دموکراتیک آلمان (آلمان شرقی) رسید. ازدواج آنها هرگز رسماً به رسمیت شناخته نشد (چون مارگوت خارجی بود) ایگور اجازه نداشت آنها را همراهی کند، اما پس از درخواست شخصی از نیکیتا خروشچف، در سال ۱۹۶۰ به آنها پیوست. با این وجود خانواده احساس می‌کردند که با خود به عنوان افراد خارجی رفتار می‌شود، و در حالی که مارگوت زندگی خود را در کشور جدید ساخت، ایگور به زودی به اتحاد جماهیر شوروی بازگشت، جایی که در سال ۱۹۸۴ درگذشت. اگرچه مارگوت از سرنوشت والدینش مطلع شده بود، اما تحت دستورها جدی قرار داشت تا اطلاعات را برای خودش نگه‌دارد. اصرار او برای بحث در مورد این موضوع منجر به تنش‌های مداوم با مقامات شد. نامه خشم آلود او که در سال ۱۹۷۹ به روزنامه ملی، آلمان جدید، در صدمین سالگرد تولد استالین فرستاد، طبیعتاً هرگز منتشر نشد. او تا مارس ۱۹۸۱ تحت نظارت دقیق استاژی باقی ماند تا زمانی که به او اجازه داده شد به برلین غربی نقل مکان کند، جایی که او در یک آپارتمان کوچک زندگی می‌کرد، که با کمک حقوق بازنشستگی کوچکی که به بازماندگان آزار و شکنجه نازی‌ها داده می‌شد. با توجه به دوران حضور او در اتحاد جماهیر شوروی، حقوق بازنشستگی وجود نداشت.
اطلاعات کمتری در حوزه عمومی در مورد دختر کوچکتر وجود دارد. پس از اینکه در پایان سال ۱۹۳۷ آنها را از والدین خود گرفتند، ژانت خیلی سریعتر از مارگوت روسی را یادگرفت، که ممکن است نشان دهنده استعداد خاصی در زبان باشد. ژانت کیپنبرگر بین سال‌های ۱۹۵۶ تا ۱۹۷۳ برای سرویس خبری دولتی در برلین شرقی به عنوان تایپیست کار می‌کرد. متخصص در کار زبان روسی. در سپتامبر ۱۹۷۳ به عنوان مترجم در بین متن، دفتر ترجمه حزب حاکم، شغل جدیدی به او داده شد. او توانست در ۱۴ ژوئیه ۱۹۷۸ به آلمان غربی نقل مکان کند.
مارگو و ژانت کیپنبرگر به ترتیب در سال‌های ۲۰۰۵ و ۲۰۱۶ درگذشتند. جسد هر دوی آنها در حیاط کلیسای قدیمی سنت متی، در محله شونبرگ برلین به خاک سپرده شده‌است. در پایان سال ۲۰۱۷ ذکر شد که قبر آنها هنوز با هیچ سنگ قبری مشخص نشده‌است.